# Chaetomium causiiforme
Chaetomium causiiforme är en svampart som beskrevs av L.M. Ames 1950. Chaetomium causiiforme ingår i släktet Chaetomium och familjen Chaetomiaceae.   Inga underarter finns listade i Catalogue of Life.